# 粟野頼之祐
粟野 頼之祐（あわの らいのすけ、1896年11月3日 - 1970年8月23日）は、ボストン美術館東洋部員、歴史学者、関西学院大学教授。

## 経歴
兵庫県川辺郡六瀬村出身。1896年、川辺郡猪名川町島に生まれる。猪名川町六瀬第二小学校、大阪府立北野中学校、青山学院高等学部卒業後、1927年米国オハイオ州ウェスリアン大学でB.A.、コロンビア大学大学院史学科でM.Aを取得。その後1939年までハーバード大学にて碑文およびパピルス文書などの史料にもとづくヘレニズム史の研究を継続し、一時期ボストン美術館東洋部にも勤務。1939年に帰国後、神戸女学院講師を経て、1951年に招かれて関西学院大学文学部教授に就任し史学科を開設し1967年の定年まで、その充実・発展のために尽力。1950年に『出土史料によるギリシャ史の研究』を刊行、これにより1951年に学士院賞を受賞。1955年に、文学博士。
1950年より関西学院大学が千刈地区に校地を求めようとした際に、それを積極的に推進し、現在の関西学院大学千刈キャンプ、旧農村センター、千刈カンツリー倶楽部敷地などの取得のために努力した。
また郷土史への造詣を深め、『北摂における木喰上人』（1967年）などを著し、北摂郷土史学を開拓した。
没後その蔵書は関西学院大学図書館に粟野文庫として納められ、ヘレニズム研究における基本資料となっている。ヘレニズム時代に関する多数の論文を著したほか、『図説世界文化史体系』（1960年）などにも執筆している。

## 著作

### 単著
- 『六瀬年代録』謄写版100部印刷、1949年。
- 『出土史料によるギリシア史の研究』岩波書店、1950年。
- 『溪韻集 : 歌集 : 家蔵版』初音書房、1967年。
- 『北摂における木喰上人』北摂郷土史学会、1967年。

### 共著
- 村川堅太郎 編『ギリシャ研究入門』北隆館、1949年。
- 筑摩書房編集部 編『地中海世界』筑摩書房〈世界の歴史 第4〉、1968年。

### 雑誌
- “頼三樹三郎の伝記史料について（1）”. 書物展望 (書物展望社) 12 (5（通巻131）):  2 - 7. (1942-05).
- “頼三樹三郎の伝記史料について（2）”. 書物展望 (書物展望社) 12 (6（通巻132）):  21 - 27、33. (1942-06).
- “頼三樹三郎の伝記史料について（3）”. 書物展望 (書物展望社) 12 (7（通巻133）):  34 - 38. (1942-07).
- “頼三樹三郎の伝記史料について（4）”. 書物展望 (書物展望社) 12 (8（通巻134）):  26 - 31. (1942-08).
- “頼三樹三郎の伝記史料について（5）”. 書物展望 (書物展望社) 12 (9（通巻135）):  44 - 45. (1942-09).

### 論文
- 粟野頼之祐